# 李世峯
李世峯，台灣職業魔術師，出生於彰化縣，國立台灣師範大學 圖文傳播學系畢業。自參加師大魔術社後到投入職業魔術師表演至今已有17年資歷，目前為台灣的全職魔術師，曾受邀至日本、法國、埃及等世界各地魔術表演。

## 電視節目
- 2010年，台視《鑽石夜總會》
- 2011年，天津衛視《少兒春晚》
- 2011年，東風電視台《佼個朋友吧》
- 2011年，北京中央電視台《我要上春晚》
- 2011年，非凡新聞台《台灣真善美》
- 2012年，TBS電視台《Asian Ace》
- 2012年，華視《周末快樂頌》
- 2012年，中天綜合台《星光魔範生》
- 2013年，中視《達人總動員》
- 2013年，北京中央電視台《魔法七月見證奇蹟》
- 2013年，東森新聞台《台灣啟示錄》
- 2013年，寰宇新聞二台《寰宇觀察室》
- 2013年，中天綜合台《康熙來了》
- 2013年，法國電視台《Le Plus Grand Cabaret Du Monde》
- 2014年，八大電視台《WTO姐妹會》
- 2014年，momo親子台《魔法小學堂》
- 2015年，八大電視台《台灣第一等》
- 2015年，momo親子台《魔法小學堂》
- 2016年，TVBS《當掌聲響起》

## 著作
- 李佳峰 作，《魔力型男：李佳峰的奇幻魔術書(隨書附贈生活魔術教學DVD)》，尖端出版，2012年1月31日出版，ISBN 9789571047560

## 外部連結
- 李佳峰Facebook